# Plau am See
Plau am See is een gemeente in de Duitse deelstaat Mecklenburg-Voor-Pommeren, en maakt deel uit van het Landkreis Ludwigslust-Parchim.
Plau am See telt 6.055 inwoners.. Plau am See is een door de staat erkend lucht kuuroord. Tevens een watersportplaats met jachthaven.

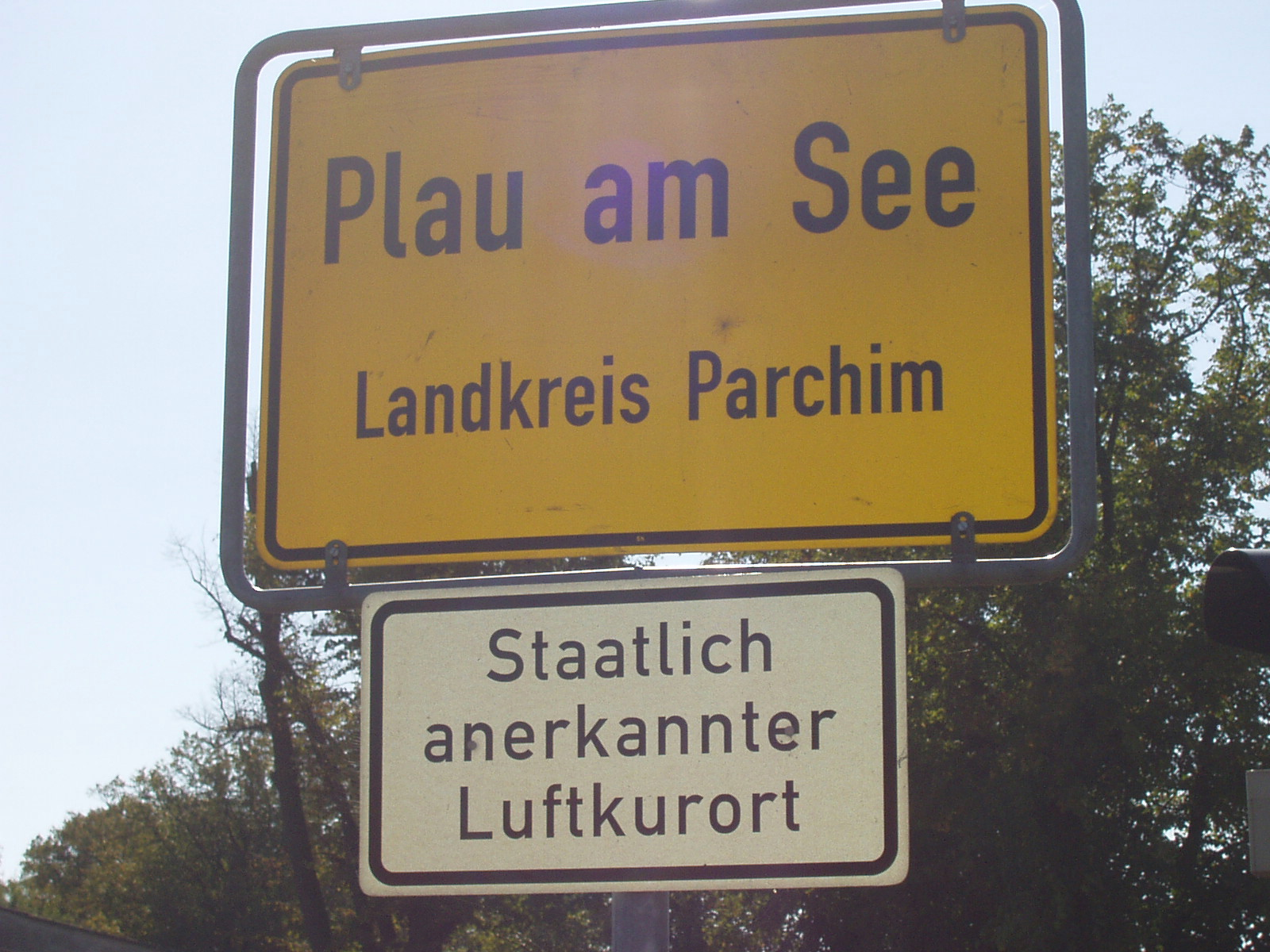
Gemeentegrens Plau am See

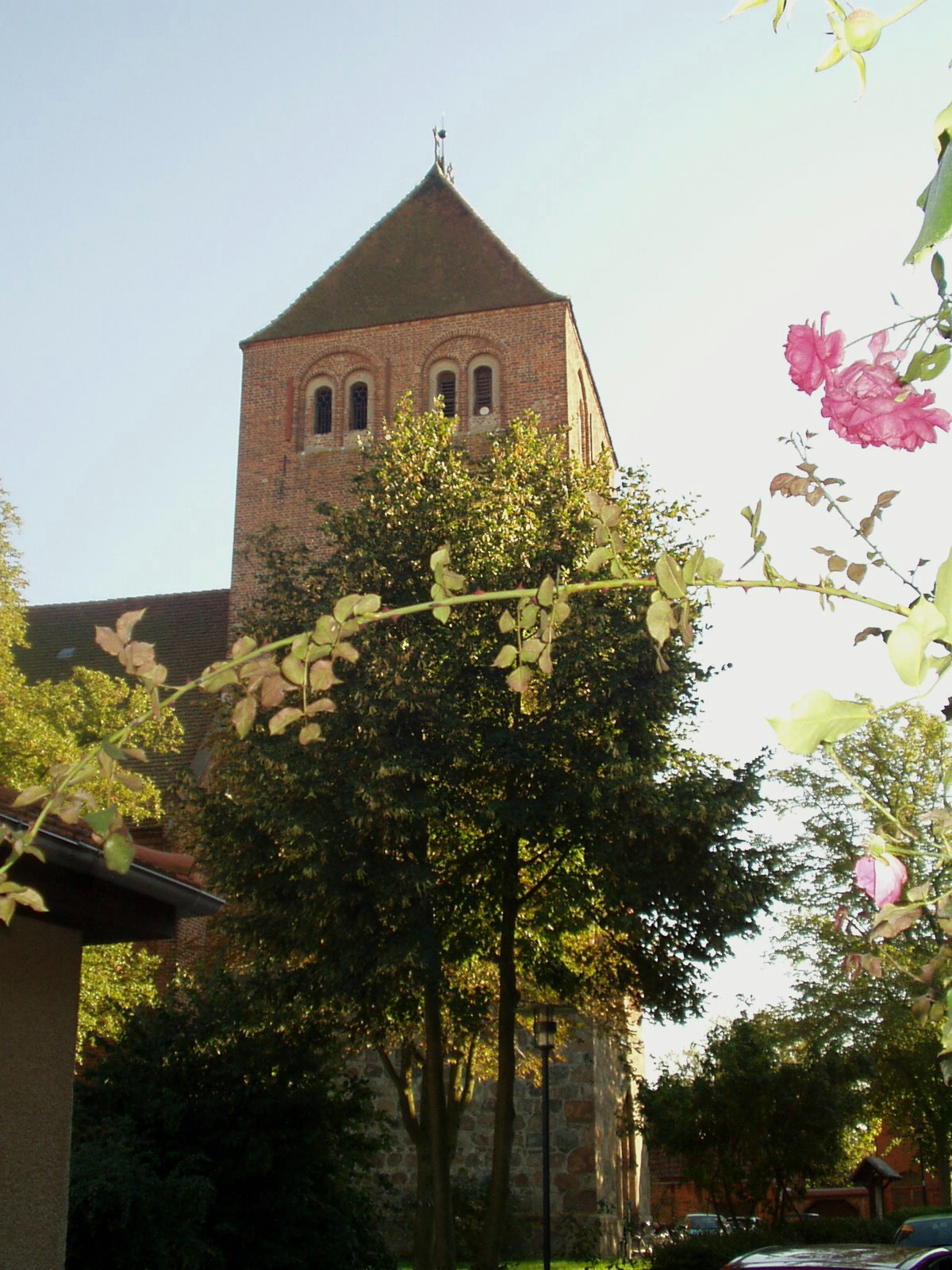
Kerk Plau am See

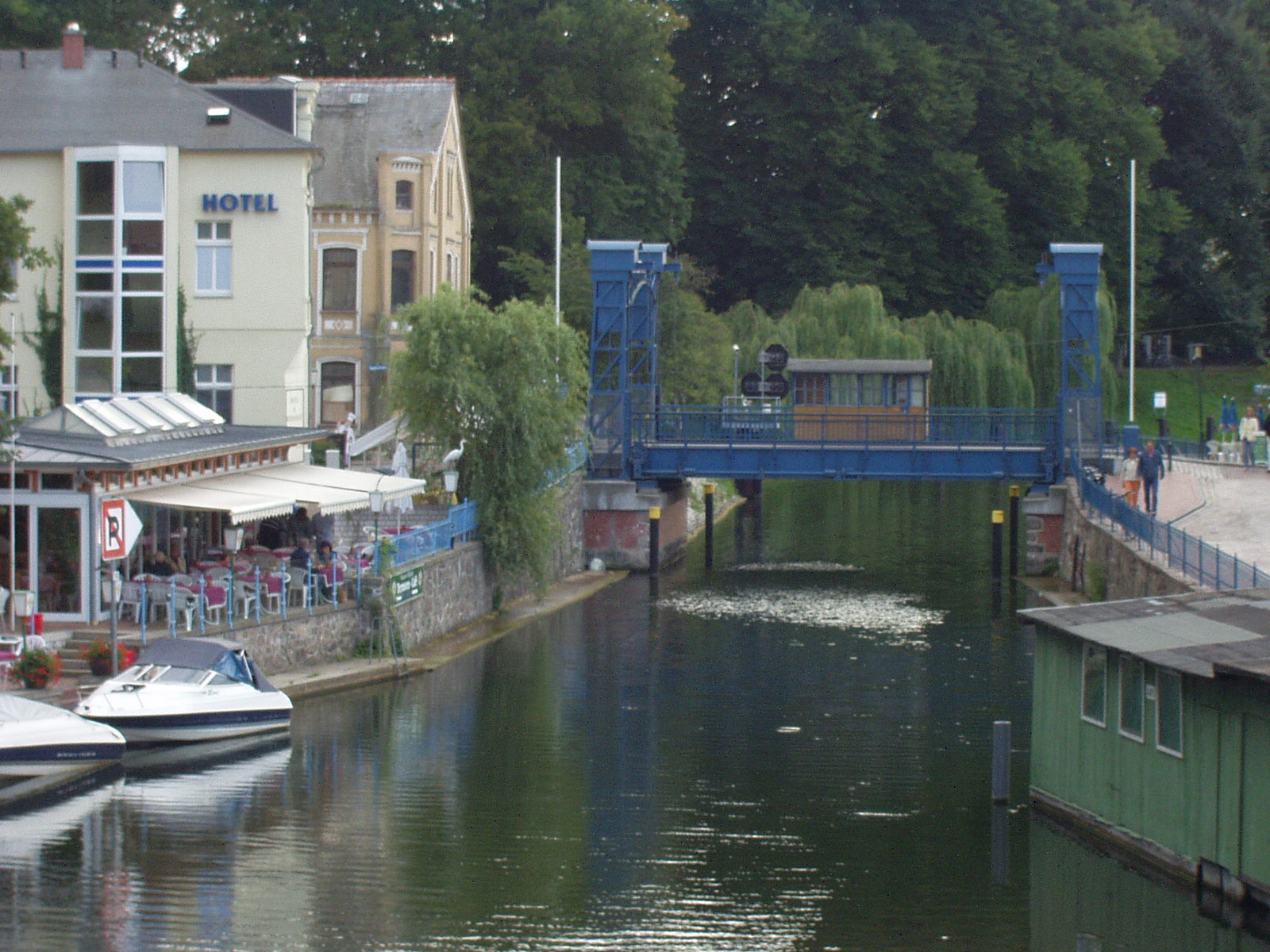
Hefbrug over de Elde in centrum van Plau